# Claroteídeos
Os claroteídeos' (Claroteidae) são uma família de bagres (ordem Siluriformes) encontrados na África. Esta família foi separada de Bagridae. No entanto, a monofilia da família é às vezes contestada.
Os 12 gêneros contêm 86 espécies conhecidas de claroteides em duas subfamílias, Claroteinae e Auchenoglanidinae. A subfamília Auchenoglanidinae às vezes é classificada como uma família separada Auchenoglanididae. Esse grupo também costumava ser colocado em Bagridae. A monofilia de Auchenoglanidinae é incontestada; contém os três gêneros Auchenoglanis, Parauchenoglanis e Notoglanidium.
Duas espécies comumente conhecidas são o peixe-gato girafa, Auchenoglanis occidentalis, e o peixe-gato africano, Chrysichthys longipinnis.

## Gêneros por subfamília

### Auchenoglanidinae
- Auchenoglanis
- Notoglanidium
- Parauchenoglanis

### Claroteinae
- Amarginops
- Bathybagrus
- Chrysichthys
- Clarotes
- Gephyroglanis
- Lophiobagrus
- Pardiglanis
- Phyllonemus
- incertae sedis
- Eaglesomia †